# Oberleitungsbusstrecke Murodō–Daikanbō
| Obus 8008 in der Endhaltestelle Murodō (2005) |            |                 |                 |
| Streckenlänge: | 3,7 km     |                 |                 |
| Stromsystem: | 600 Volt = |                 |                 |
| |            |                 |                 |
| \| \| 0,0 \| Daikanbō 大観峰 \| Daikanbō 大観峰 \| \| \| \| \| \| \| \| \| Raiden 雷殿 \| \| \| \| \| Ausweiche \| \| \| \| \| \| \| \| \| 3,7 \| Murodō 室堂 \| Murodō 室堂 \| |            |                 |                 |
| U-Bahn-Strecke von links (im Tunnel) · U-Bahn-Bahnhof quer (im Tunnel) · U-Bahn-Strecke von rechts (im Tunnel)                                                                  | 0,0        | Daikanbō 大観峰 | Daikanbō 大観峰 |
| U-Bahn-Strecke nach links (im Tunnel) · U-Bahn-Strecke quer (im Tunnel) · U-Bahn-Abzweig geradeaus und von rechts (im Tunnel)                                                   |            |                 |                 |
| U-Bahn-Abzweig geradeaus und ehemals nach links (im Tunnel) · U-Bahn-Kopfbahnhof Streckenende und quer (Strecke außer Betrieb) (im Tunnel)                                      |            | Raiden 雷殿     | Raiden 雷殿     |
| U-Bahn-Dienststation / Betriebs- oder Güterbahnhof (im Tunnel) |            | Ausweiche       | Ausweiche       |
| U-Bahn-Strecke von links (im Tunnel) · U-Bahn-Strecke quer (im Tunnel) · U-Bahn-Abzweig geradeaus und nach rechts (im Tunnel)                                                   |            |                 |                 |
| U-Bahn-Strecke nach links (im Tunnel) · U-Bahn-Bahnhof quer (im Tunnel) · U-Bahn-Strecke nach rechts (im Tunnel)                                                                | 3,7        | Murodō 室堂     | Murodō 室堂     |

Die Oberleitungsbusstrecke Murodō–Daikanbō (japanisch 立山黒部貫光無軌条電車線 Tateyama Kurobe Kankō gleislose, elektrische Bahnlinie oder verkürzt japanisch 立山トンネルトロリーバス, Tateyama tonneru tororībasu, auch Tateyama Tunnel Trolleybus) war der letzte Oberleitungsbusbetrieb in Japan.

## Streckenverlauf
Die 3,7 Kilometer lange Strecke in der Präfektur Toyama verlief vollständig unterirdisch. Sie wurde 1971 mit Dieselbussen eröffnet und zum 23. April 1996 auf elektrischen Betrieb umgestellt. Die Versorgungsspannung betrug 600 Volt Gleichstrom. Rechtlich galt der Betrieb als Eisenbahn. Betreibergesellschaft war die Tateyama Kurobe Kankō K.K. (立山黒部貫光株式会社), die auch Seilbahnen und Omnibuslinien – die zusammen die Tateyama Kurobe Alpen Route bilden – sowie Gasthäuser betreibt. Tateyama und Kurobe bezeichnen dabei einen Berg und einen Fluss beziehungsweise die gleichnamige Talsperre im Verkehrsgebiet des Unternehmens. Kan (eigentlich: „durchstoßen“) soll hier Raumzeit und kō (eigentlich: „Licht“) Weltraum bedeuten, zusammen dabei die Gesamtheit der Natur. Das gleichlautende kankō bedeutet aber auch Sightseeing, der Unternehmensname kann damit als „Tateyama-Kurobe-Sightseeing“ verstanden werden.
Die Strecke verband die Stationen Daikanbō (大観峰駅, -eki; 2316 Meter) mit Murodō (室堂駅, -eki; 2450 Meter) und unterquerte dabei den 3015 Meter hohen Berg Tateyama. Die Strecke war dabei ein Teil der Tateyama Kurobe Alpen Route. Die einfache Fahrt dauerte zehn Minuten. Ein früher noch vorhandener Abzweig nach Raiden (雷殿駅, -eki) wird nicht mehr bedient. Die Strecke war durchgehend einspurig, auf halbem Weg stand eine Ausweiche zur Verfügung. Die Oberleitung ist mit Ausnahme der Ausweiche ebenfalls einspurig. An den beiden Endstellen stand jeweils eine Wendeschleife zur Verfügung. Der Betrieb war touristisch geprägt. Die insgesamt acht Solowagen verkehrten nur von April bis November. Sie trugen die Betriebsnummern 8001 bis 8008 und wurden in den Jahren 1995 und 1996 anlässlich der Elektrifizierung von der Mitsubishi Fuso Truck and Bus Corporation hergestellt.
Zum Ende der Saison am 30. November 2024 wurde der Obusbetrieb eingestellt, ab der Saison 2025 werden Batteriebusse zur Verfügung stehen. Die Demontage der Oberleitungsinfrastruktur soll bis zur Inbetriebnahme des Batteriebusbetriebs am 15. April 2025 erfolgen.
Von 1964 bis 2018 bestand im Verlauf der Tateyama Kurobe Alpen Route eine weitere Oberleitungsbusstrecke zwischen Ogizawa und der Kurobe-Talsperre.

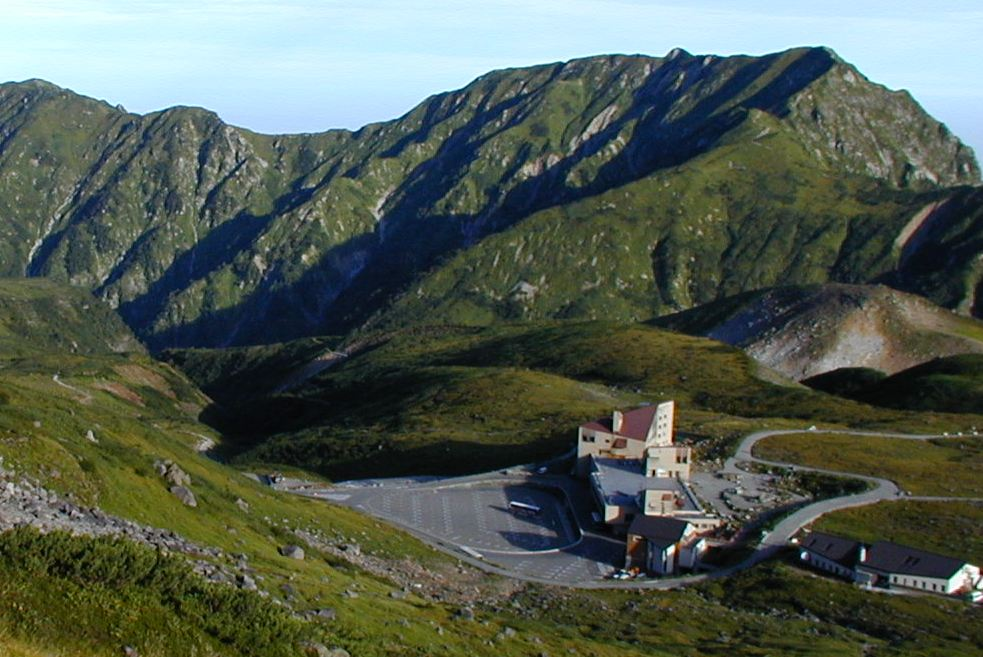
Die Endstation in Murodō (2006)